# Leon Pichay
Leon C. Pichay (Vigan, 27 juni 1902 - 11 augustus 1970) was een Filipijnse schrijver en dichter. Pichay was een van de meest productieve Ilocano schrijvers van zijn tijd. Hij schreef korte verhalen, toneelstukken, romans, essays en meer dan 400 gedichten.

## Biografie
Leon Pichay werd op 27 juni 1902 geboren in Vigan, Ilocos Sur. Hij studeerde rechten aan de University of Manila. Tijdens zijn studie schreef hij al veel gedichten en werkte hij voor diverse Ilocano kranten. Uiteindelijk wist hij zijn studie niet af te ronden. 
Pichay was een veelzijdig en productief schrijver, zo schreef hij korte verhalen, toneelstukken, romans, essays en honderden gedichten. Hoewel hij Engelstalig onderwijs genoot, koos hij ervoor te schrijven in zijn moedertaal, het Ilocano en droeg zo bij aan de ontwikkeling van de Ilocano literatuur. Hij was ook een van de initiatiefnemers van bukanegan, de Ilocano tegenhanger van balagtasan. Hij was erg populair bij het volk. Zo werden er vlak voor de Tweede Wereldoorlog veel geluidsopnamen van zijn gedichten verkocht en hield hij voordrachten van gedichten tijdens het huldigen van de winnaressen van de miss-verkiezing als hoogtepunt van de jaarlijkse fiesta's.
Zijn gedichten hadden thema's als patriottisme, spiritualiteit en liefde. Ook schreef hij wel over Filipijnse helden als José Rizal en zijn provinciegenoot Antonio Luna. Enkele voorbeelden van zijn werk zijn: Kailukoan (Ilocos), over zijn volk de Ilocanos; Ni Kaingungotko (mijn geliefde); Nena A Naig Kararuak (Nena, vreugde van mijn Ziel), dat hij schreef voor zijn vrouw Filomena Oasan; Ayatenka Uray Ulpitannak (I hou van je, ondanks je wreedheid); Pinaan Ni Ulila (Heb medelijden met de arme wees), O Apo Jesucristo Nga Ari (O, Christus, de Heer), een religieus gedicht; en Ti Dilak (Mijn moedertaal), een patriottisch gedicht geschreven vanuit zijn liefde voor het Ilocano en zijn overtuiging dat je als schrijver je moedertaal moet gebruiken.

## Bron
- Carlos Quirino, Who's who in Philippine history, Tahanan Books, Manilla (1995)